# Djibo
Djibo là một tổng thuộc tỉnh Soum ở tây bắc Burkina Faso. Thủ phủ là thị xã Djibo. Dân số năm 1996 là 60.599 người.

## Các thị xã và làng xã
Bani, Banikani, Borguendé, Digatao-Mossi, Digatao-Rimaïbé, Fétekoba, Fétonada, Ingani, Kermagou, Koubel-Alpha, Koumbataka, Mondé-Sô, Nganoua, Pételtioudé, Piladi, Sè, Seno-Bani, Silgueye, Sô, Som, Tondiata và Yaté.